# Карреньйо
Карреньйо (ісп. Carreño) — муніципалітет в Іспанії, у складі автономної спільноти Астурія. Населення — 10 936 осіб (2009).
Муніципалітет розташований на відстані близько 390 км на північний захід від Мадрида, 25 км на північ від Ов'єдо.
Муніципалітет складається з таких паррокій: Кандас, Перлора, Альбанді, Карріо, Прендес, Первера, П'єделоро, Гімаран, Логресана, Ель-Вальє, Амбас, Тамон.

## Демографія
Динаміка населення (INE ):

## Відомі особистості
В поселенні народилися:
- Паула Ечеваррія (* 1977) — іспанська акторка кіно і телебачення.

## Галерея зображень

Розташування муніципалітету
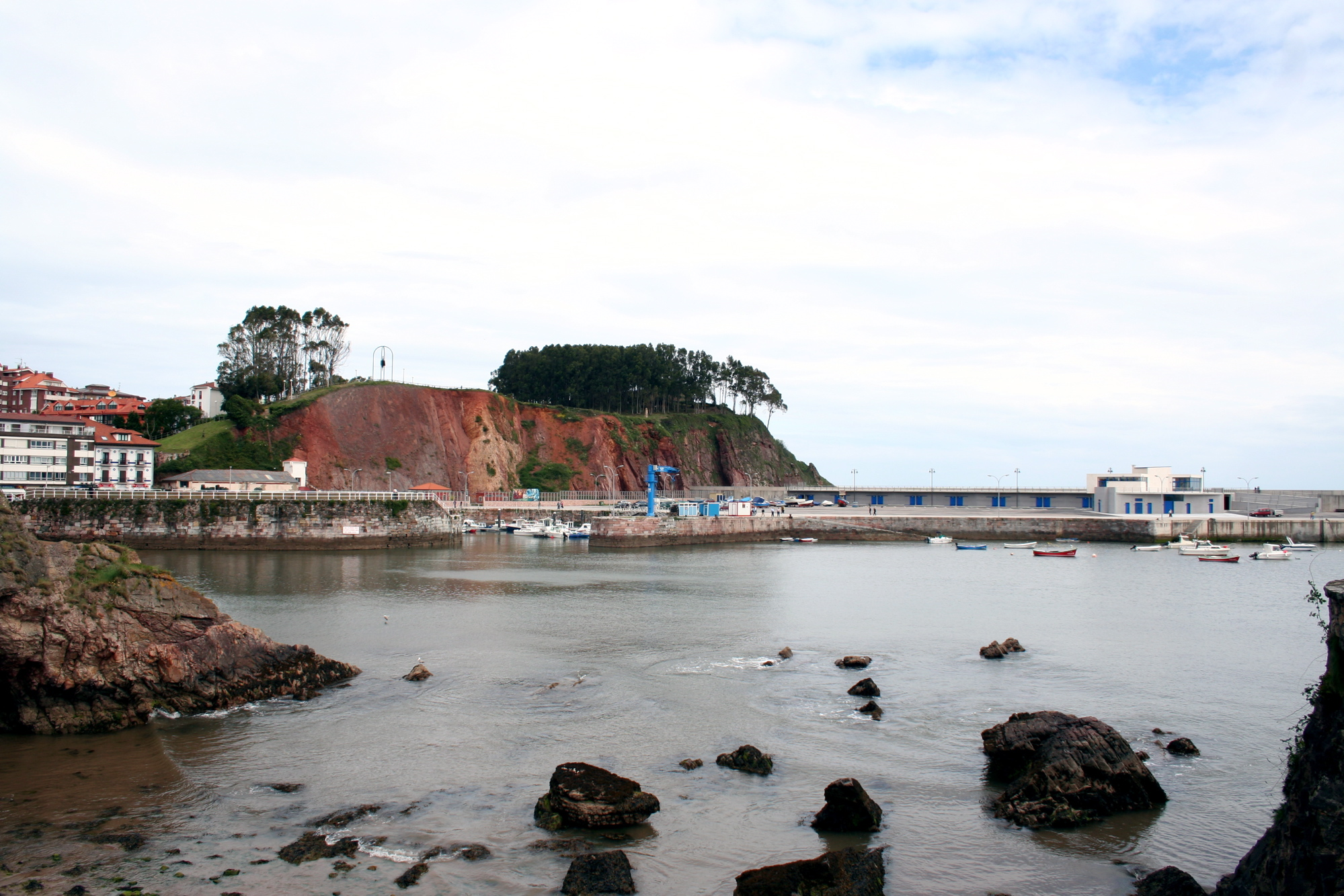
Порт Кандаса
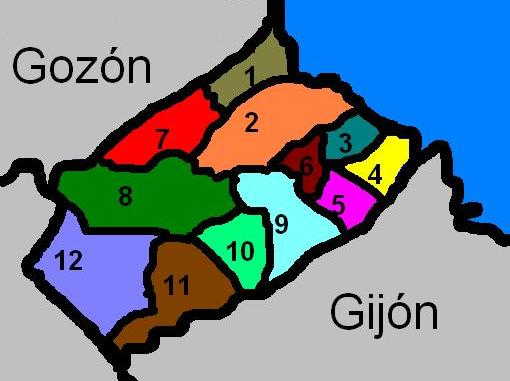
Карта муніципалітету з поділом на паррокії
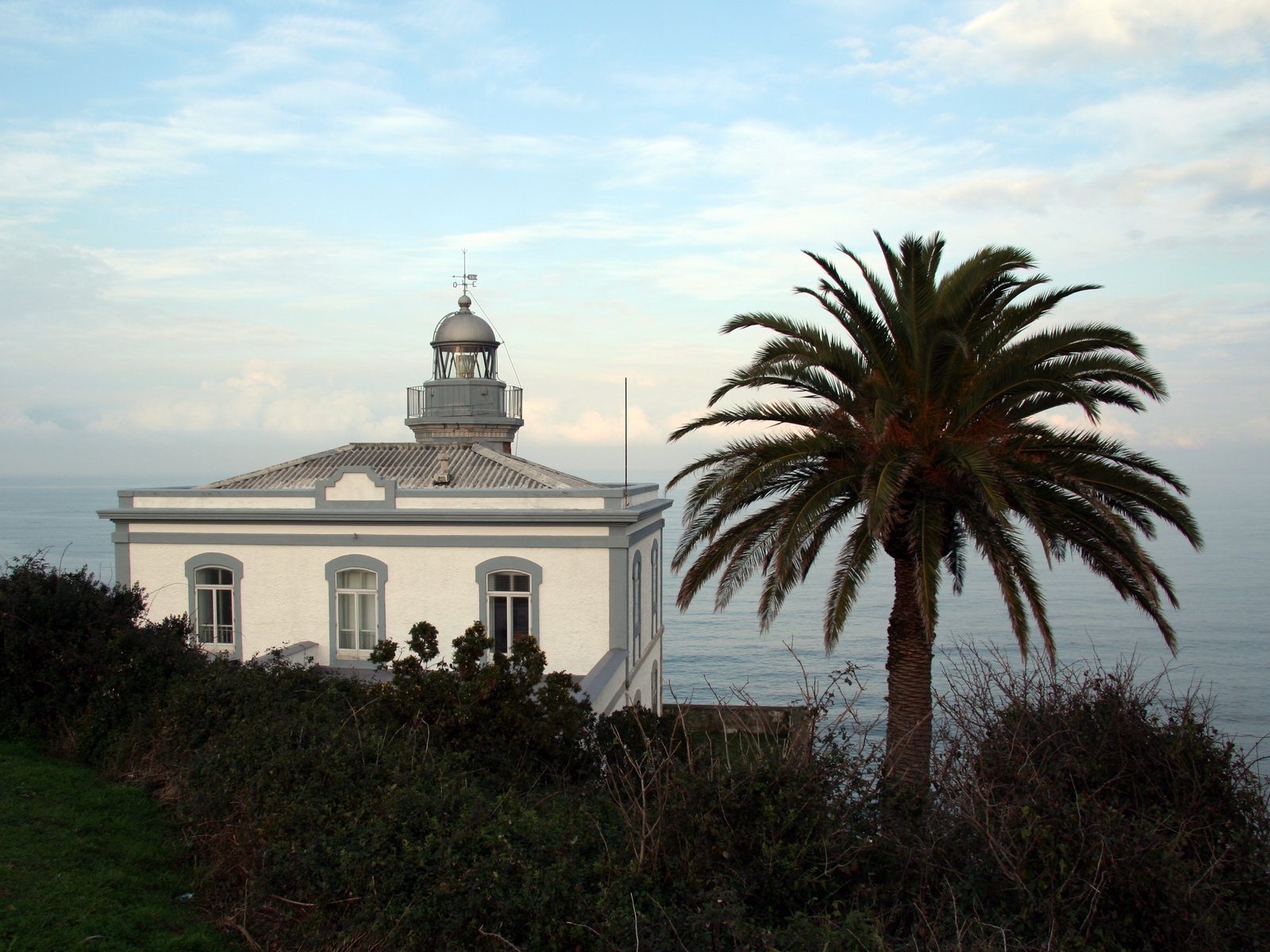
Маяк у Кандасі
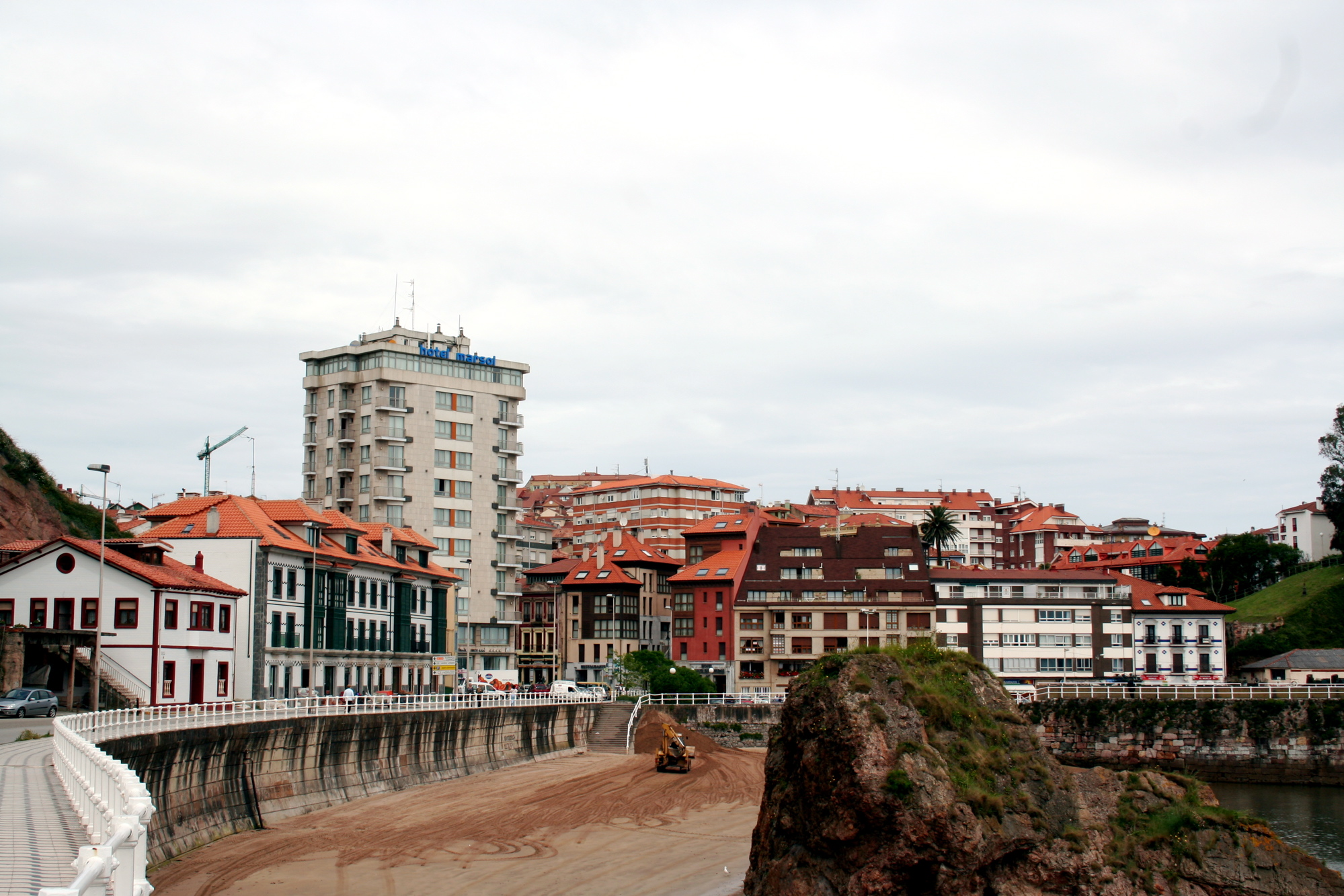
Кандас